# Saint-Georges-en-Auge
Saint-Georges-en-Auge település Franciaországban, Calvados megyében. Lakosainak száma 84 fő (2018. január 1.). Saint-Georges-en-Auge Mittois, Montviette, Sainte-Marguerite-de-Viette és L’Oudon községekkel határos.

## Népesség
A település népessége az elmúlt években az alábbi módon változott:
| Lakosok száma | 133  | 99   | 102  | 101  | 79   | 100  | 104  | 101  | 86   | 84   |
|               | 1968 | 1975 | 1982 | 1990 | 1999 | 2011 | 2013 | 2015 | 2017 | 2018 |